# Biagio da Cesena
Biagio Martinelli (Cesena, 1463-Roma, 14 de diciembre de 1544), más conocido como Biagio da Cesena, fue un presbítero y notario italiano que ocupó el cargo de maestro de ceremonias papal. Se hizo conocido por su reacción negativa a las figuras desnudas presentadas en el fresco de Miguel Ángel de El Juicio Final en la Capilla Sixtina.

## Biografía
Perteneció a una de las principales familias nobles de Cesena. Se licenció en utroque iure, es decir, en derecho civil y derecho canónico, y siendo aún joven se trasladó a Roma, donde ejerció durante mucho tiempo como notario o abogado.
El 1 de enero de 1518, con el favor de los cardenales Bernardo Dovizi y Andrea della Valle, ocupó el cargo de maestro de ceremonias del papa León X, y tras la jubilación de Paride Grassi a finales de 1521 se convirtió en el prefecto de los ceremonieros. También desempeñó este cargo ante los papas Adriano VI, Clemente VII y Pablo III.
Luego de la finalización de El juicio final, dijo del fresco: «Fue sobre todo vergonzoso que en un lugar tan sagrado se hubieran representado todas esas figuras desnudas, exponiéndose de forma tan vergonzosa». Continuó diciendo que la pintura era más adecuada «para los baños públicos y las tabernas» que para una capilla papal. En respuesta, Miguel Ángel introdujo el rostro de Biagio en la escena como Minos, juez del inframundo (en la esquina inferior derecha del fresco) con orejas de burro (lo que indica estupidez), mientras que su desnudez está cubierta por una serpiente enroscada que le muerde el pene. Se dijo ampliamente que cuando Biagio se quejó ante el papa Pablo III, el pontífice bromeó diciendo que su jurisdicción no se extendía hasta el infierno y que el retrato tendría que permanecer.
Recientemente, uno de los biógrafos más reconocidos de Miguel Ángel, el profesor William E. Wallace, director de Estudios de Licenciatura en Historia del Arte y Arqueología de la Universidad Washington en San Luis, ha notado que la segunda versión de Vasari de la historia de Biagio da Cesena en el infierno a menudo se ha ampliado para incluir la ingeniosa respuesta del Papa. Wallace añadió que tales adiciones en la historia de la vida de Miguel Ángel son un regalo de Dios.
Murió en Roma en 1544, fue sepultado en la iglesia de San Celso y San Giuliano.